# Route I/2 (Slovaquie)
Pour les articles homonymes, voir I2 et Route 2.
La I/2 (en slovaque : cesta I. triedy 2) est une route slovaque de première catégorie reliant Holíč à la frontière hongroise, via Bratislava. Elle mesure 100,9 km.

## Tracé
- Région de Trnava
  - Holíč
  - Kopčany
  - Kúty
  - Sekule
  - Moravský Svätý Ján
- Région de Bratislava
  - Veľké Leváre
  - Malacky
  - Stupava
  - Bratislava
- Hongrie 150